# Dumbrăvița (okręg Bihor)
Dumbrăvița – wieś w Rumunii, w okręgu Bihor, w gminie Holod. W 2011 roku liczyła 216 mieszkańców.